# Chachapoya
Người Chachapoyas, hay còn được gọi là "người mây", là một bộ lạc sinh sống tại dãy núi Andes trong các rừng mây ở khu vực Amazon, ngày nay là Peru. Người Inca xâm chiếm nền văn minh này chỉ một thời gian ngắn trước khi người Tây Ban Nha đến Peru. Khi người Tây Ban Nha đến Peru vào thế kỷ 16, người Chachapoya là một trong những dân tộc nằm dưới sự thống trị của đế chế Inca. Việc sáp nhập này diễn ra không dễ dàng do gặp phải sự phản kháng quyết liệt của người Chachapoya.
Người Chachapoya được biết đến chủ yếu thông qua ghi chép của người Inca và đoàn thám hiểm người Tây Ban Nha; do vậy, những thông tin gốc không thiên lệch về dân tộc này còn tồn tại rất ít. Những ghi chép của các sử gia nổi tiếng trong thời đại này, như El Inca Garcilaso de la Vega, đều dựa vào những câu chuyện rời rạc được kể lại. Phần lớn những hiểu biết về nền văn hoá Chachapoya đều dựa trên những di tích khảo cổ học từ những tàn tích, đồ gốm, mộ phần và các đồ tạo tác khác.
Nhà chép sử Pedro Cieza de León đưa ra vài ghi chép sinh động về người Chachapoya: "bộ tộc trắng nhất và đẹp nhất mà tôi từng thấy ở Tây Ấn, và vợ của họ đẹp đến như vậy chính vì sự dịu dàng của họ, phần lớn trong số họ xứng đáng là vợ của người Inca và cũng được đưa đến đền thờ Thần mặt trời (...) Những người phụ nữ này và chồng của họ luôn mặc quần áo bằng len dạ và họ đội llauto trên đầu, một dấu hiệu ăn mặc của họ được biết đến ở khắp mọi nơi.".
Cieza cũng cho biết thêm rằng sau khi bị đế chế Inca thôn tính, bộ lạc này đã tiếp nhận những phong tục áp đặt bởi nền văn hoá Inca tại Cuzco.
Trên thực tế, tên gọi Chachapoya do người Inca đặt nhằm nói đến nền văn hoá của bộ tộc này. Tên gọi mà dân tộc này có thể đã dùng để nói về bản thân họ không được biết đến. Ý nghĩa của từ Chachapoya có thể phát sinh từ "sacha-p-collas", mang ý nghĩa "dân tộc sống trong rừng" (sacha= hoang dã, p= thuộc về, colla= dân tộc trong đó tiếng Aymara được sử dụng). Một số người lại cho rằng Chachapoya là cách viết khác của cấu trúc câu trong ngôn ngữ Quechua "sacha puya", người mây.

## Địa lý

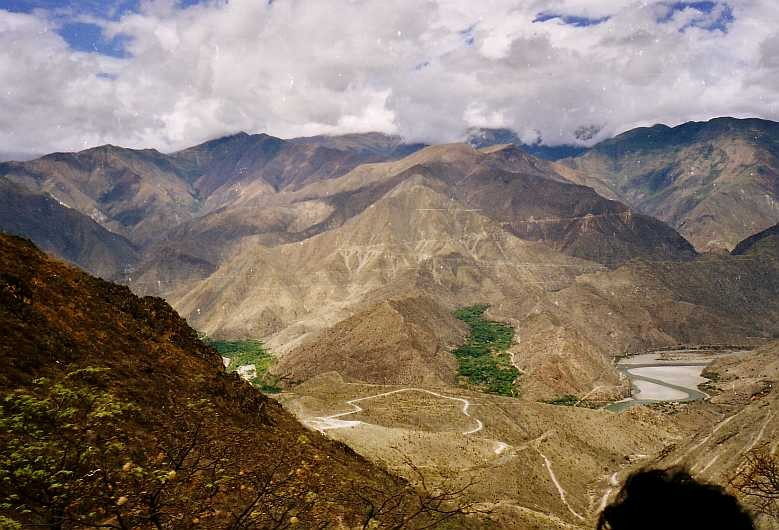
Thung lũng sông Marañón giữa Chachapoyas (Leymebamba) và Celendín

Lãnh thổ của người Chachapoya nằm tại khu vực miền bắc dãy núi Andes thuộc Peru ngày nay. Nó bao gồm một khu vực tam giác được tạo ra từ sự hợp lưu của sông Marañón và sông Utcubamba trong tỉnh Bagua, cho tới lưu vực sông Abiseo, nơi có phế tích Pajáten. Lãnh thổ này cũng bao gồm vùng đất kéo dài về phía nam tới sông Chontayacu, vượt qua các giới hạn của khu vực Amazonas hiện tại về phía nam. Nhưng trung tâm của văn hóa Chachapoya là lưu vực sông Utcubamba. Với kích thước rộng lớn của sông Maranon và địa thế núi non bao quanh, khu vực này tương đối cô lập với bờ biển và các khu vực khác ở Peru; mặc dù có bằng chứng khảo cổ về một số tương tác giữa nền văn hoá Chachapoya và các nền văn hoá khác.
Thành phố Chachapoya tại Peru ngày nay lấy tên và đặc trưng kiến trúc của nền văn hoá cổ này. Garcilaso de la Vega ghi chép rằng khu vực Chachapoya vô cùng rộng lớn, đến nỗi "ta có thể dễ dàng gọi vùng đất này là một vương quốc bởi nó dài hơn 50 lý, rộng hơn 20 lý, chưa kể đến con đường dài khoảng 30 lý dẫn tới Muyupampa".